# Hecklingen
Hecklingen is een stad in de Duitse deelstaat Saksen-Anhalt, gelegen in de Landkreis Salzlandkreis. De plaats telt 6.877 inwoners.

## Indeling gemeente
De volgende Ortsteile maken deel uit van de gemeente:
- Cochstedt
- Groß Börnecke
- Gänsefurth
- Hecklingen
- Schneidlingen

Alsleben (Saale) ·
Aschersleben ·
Barby ·
Bernburg (Saale) ·
Bördeaue ·
Börde-Hakel ·
Bördeland ·
Borne ·
Calbe (Saale) ·
Egeln ·
Giersleben ·
Güsten ·
Hecklingen ·
Ilberstedt ·
Könnern ·
Nienburg (Saale) ·
Plötzkau ·
Schönebeck ·
Seeland ·
Staßfurt ·
Wolmirsleben